# British Independent Film Awards

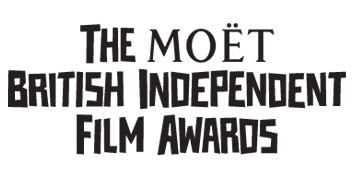
Il logo

I British Independent Film Awards (BIFA Awards) sono premi cinematografici britannici assegnati annualmente dal 1998 per celebrare il merito e i risultati del cinema indipendente britannico, onorare i nuovi talenti e promuovere la conoscenza dei film britannici presso un pubblico più ampio.
Sono stati creati da Elliot Grove, già fondatore del Raindance Film Festival.
Le nomination sono annunciate a settembre e le cerimonie di premiazione si svolgono a novembre.

## Regole
Un film per poter essere nominato deve essere stato pensato per una distribuzione cinematografica e deve aver avuto almeno una proiezione pubblica a pagamento o essere stato presentato in un festival cinematografico britannico; se finanziato anche parzialmente da una major il budget totale non deve superare i 10 milioni di sterline; in caso di co-produzione internazionale, almeno il 51% del budget deve essere di provenienza britannica.
I vincitori sono scelti da una Giuria, sulla base di nomination stabilite da un Advisory Committee.

## Premi

### Attuali

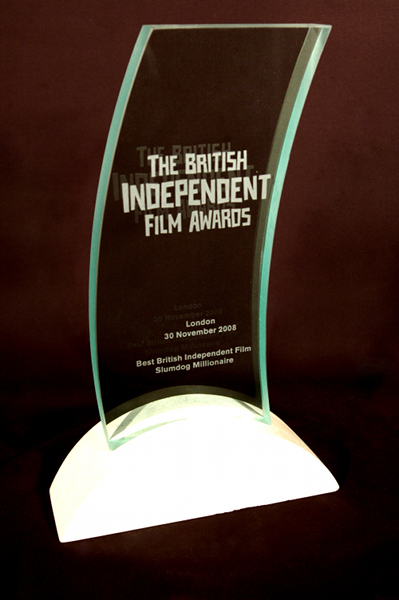
Il premio.

I premi attualmente assegnati sono i seguenti:
- Miglior film indipendente britannico (Best British Independent Film)
- Miglior film indipendente internazionale (Best International Independent Film): fino al 2002 distinto in due categorie, miglior film straniero in lingua inglese (Best Foreign Independent Film - English Language) e miglior film straniero in lingua straniera (Best Foreign Independent Film - Foreign Language) poi miglior film straniero (Best Foreign Independent Film) fino al 2011.
- Miglior regista (Best Director of a British Independent Film)
- Miglior interpretazione protagonista
- Miglior interpretazione non protagonista
- Miglior sceneggiatura (Best Screenplay)
- Miglior casting (Best Casting) (dal 2001)
- Miglior documentario britannico (Best British Documentary) (dal 2003)
- Miglior cortometraggio britannico (Best British Short Film) (dal 2003)
- Miglior fotografia (Best Cinematography) (dal 2017)
- Migliori costumi (Best Costume Design) (dal 2017)
- Miglior montaggio (Best Editing) (dal 2017)
- Migliori effetti speciali (Best Effects) (dal 2017)
- Miglior trucco e acconciature (Best Make-Up & Hair Design) (dal 2017)
- Migliori musiche (Best Music) (dal 2017)
- Miglior scenografia (Best Production Design) (dal 2017)
- Miglior sonoro (Best Sound) (dal 2017)
- Miglior performance esordiente (Breakthrough Performance): in unica edizione, quella del 2000, sono stati assegnati due distinti premi, al miglior esordiente sullo schermo, ovvero attore (Best Newcomer (On Screen)), e al miglior esordiente non sullo schermo, ovvero tecnico (Best Newcomer (Off Screen)).
- Premio Douglas Hickox al miglior regista esordiente (Douglas Hickox Award)
- Miglior sceneggiatore esordiente (Best Debut Screenwriter) (dal 2016)
- Miglior produttore esordiente (Breakthrough Producer) (dal 2016)

### Onorari
- Premio Richard Harris (Richard Harris Award for Outstanding Contribution to British Film by an Actor) (dal 2003): intitolato all'attore Richard Harris, è assegnato dall'Advisory Committee, con il coinvolgimento della famiglia Harris,[2] ad un attore che abbia contribuito in particolar modo alla storia del cinema britannico.
- Premio Variety (Variety Award) (dal 2001): assegnato ad un attore britannico per il suo successo internazionale.
- Premio speciale della giuria (Special Jury Prize)
- Premio alla carriera (Lifetime Achievement Award): assegnato con cadenza irregolare.

### Ritirati
- Miglior produzione (Best Achievement In Production) (1998-2014)
- Miglior contributo tecnico (Best Technical Achievement) (2001-2017)
- Produttore dell'anno (Producer of the Year) (1999-2002, 2015)
- Miglior attrice in un film indipendente britannico (Best Performance by an Actress in a British Independent Film) (1998-2021)
- Miglior attore in un film indipendente britannico (Best Performance by an Actor in a British Independent Film) (1998-2021)
- Miglior attrice non protagonista (Best Supporting Actress) (2008-2021)
- Miglior attore non protagonista (Best Supporting Actor) (2008-2021)